# Сновський район
Сно́вський райо́н (у 1935—2016 роках — Щорський) — колишній район Чернігівської області України, районний центр — місто Сновськ. У ході адміністративної реформи 2015-2020 років влився до Корюківського району.

## Загальні відомості
Розташований на півночі Чернігівської області. Межує з Корюківським, Менським, Городнянським районами Чернігівської області та Климовським районом Брянської області Росії. Відстань до обласного центру залізницею — 249 км, автомобільними шляхами — 72 км.
Територія — 1283 кв.км, населення — 29,2 тис.чол. (станом на 01.01.2004 р.). Населених пунктів 58, в тому числі місто 1, сіл 57. Місцевих рад 26, в тому числі районна 1, міська 1, сільських 24. Клімат помірно-теплий, м'який із достатньою вологістю.
Ґрунти — 81 видів. Корисні копалини (нерудні) — цегельно-черепична сировина.
Питома вага району в області:
- по території — 4,6%
- по населенню — 3,2%

## Історія
Первісна людина на території району з'явилась достатньо давно, це був представник пізнього палеоліту (35-10 тис. років тому). Вчені назвали цей тип людини HOMO SAPIENS, або кроманьйонець і стверджують, що своїми антропологічними особливостями він уже мало чим відрізнявся від сучасної людини.
В 1964 році місцевий краєзнавець, учитель історії Клюсівської школи П. І. Толочко (1922–1998) звернув увагу що в колгоспному саду на схилі старого яру (урочище Цегельня) часто попадаються різні предмети із каменю, оброблені рукою людини, інколи траплялись і примітивні вироби з необпаленої глини, викинуті на поверхню ґрунту при оранці.
В 1966 р. на місці знахідки були проведені розкопки експедицією ІААН УРСР під керівництвом видатного вітчизняного археолога І. Г. Шовкопляса. Було встановлено, що Клюсівська стоянка є переконливим свідоцтвом заселення первісною людиною позбавлених лісових відкладень низинних поліських районів межиріччя Десни і Дніпра в пізньомадленську епоху, що раніше вчені ставили під сумнів. В культурному шарі археологи знайшли великі кістки мамонтів та інших тварин. На місці розкопок було зібрано 10,5 тис. виробів із кременю, в тому числі 400 різних знарядь праці. Це подібні до ножів пластики, різні скребки, відбійники, проколки, кам'яні сокири, списи та інше.
Знахідки, зібрані археологами, склали колекцію народного музею історії села Клюси, Щорського історичного музею та Чернігівського історичного музею.
На території нашого району були знайдені і нечисленні поселення епохи мезоліту (7-5 тис. років тому), але найповніше представлена епоха міді-бронзи з її середньодніпровською (26-15 ст. до н. е.), сосницькою (16-11 ст. до н. е.) і лебединською (11-9 ст. до н. е.) культурами.
Біля сіл Жовідь, Піщанка, Н. Млини, Смяч, Хотуничі, Тихоновичі, Заріччя, Клюси були знайдені предмети з характерними особливостями цього періоду і культур.
Залізна доба (з 1 тис. до н. е.) який прийшов на зміну бронзовому, дав величезний поштовх розвитку виробничих сил, перетворенню суспільних відносин. Культура залізного періоду представлена в районі археологічними знахідками в селах Жовідь, Смяч, Заріччя та інших місцях.
Територія району входила до складу земель межиріччя Десни та Сейму, на яких з 6 ст. заселилось одне з великих східнослов'янських племен — сіверяни, що згадується у літописі «Повести временних лет». А з 9-12 ст. — до складу Київської Русі, а потім Чернігово-Сіверського князівства. Залишки курганів, поселень і городищ цього часу видно донині біля сіл Ст. Боровичі, Тихоновичі, Хрінівка, Гірськ.
Пізніше монголо-татари завдали великого удару Сіверщині. Ті декілька городищ, які були на території району, мабуть, перестали існувати. Так археологи на їх місцях після культур 10-13 ст. знаходять тільки культури 17-18 ст.
Сновськ виник як робітниче селище в 70-х роках Х1Х ст., поблизу хутора Коржівка, заснованого смоленським селянином Коржом після реформи 1861 року. Саме тут, в період піднесення будівництва залізниць в Росії, пролягла гілка Лібаво-Роменської залізниці, яка з'єднувала дві великі станції: Бахмач і Гомель. Посеред цієї залізничної гілки було вирішено збудувати станцію та паровозне депо на 9 паровозів. У жовтні 1873 року обидва об'єкти були готові. Станція, збудована на південному березі Снову, дістала назву Сновська. А селище, яке виникло з приїздом робітників — будівельників, назвали Сновськ. Перші відомості про населення Сновська відносяться до кінця Х1Х ст. За переписом 1897 року у селищі Сновськ було 222 двори та 2424 жителі.
Утворившись як робітниче селище, Сновськ поступово перетворювався на містечко. Цьому сприяла наявність залізниці, яка створювала вигідні умови для торгівлі, а залізнична станція та депо забезпечували значну частину робочих місць. Населення Сновська швидко збільшувалось, інтенсивно розвивалась промисловість, соціально-культурна сфера. І в березні 1923 року Сновськ з населенням 7667 чоловік був віднесений до категорії міст, а в квітні цього ж року стає районним центром.
Постановою ЦВК СРСР від 21 травня 1935 року, з метою увіковічення пам'яті М. О. Щорса, м. Сновськ був перейменований в м. Щорс, а район — в Щорський.
Напередодні війни за переписом населення 1939 р. в місті нараховувалось 8708 чол., в районі 37388 чол.
В 1940 р. в місті діяло 37 підприємств. Найбільшими з них вважалися деревообробна артіль «Червоний тартак», залізничне депо та ділянка лісосплав.

### За часів війни
У місто Щорс німецькі війська увійшли 3 вересня 1941 р. Оборону тримали бійці 21 армії 266 стрілецької дивізії, якою командував генерал-майор В. І. Неретін. Наприкінці серпня 1941 р. загинуло 40% особового складу дивізії. На підступах до міста загинув і сам командир.
Окупація району розпочалась 27 серпня 1941 року і закінчилась 21 вересня 1943 року.
За цей час на його території загинуло 6205 мирних жителів, відправлено на роботу до Німеччини 3420 чоловік, спалено 1032 селянських двора, повністю спалено шість населених пунктів: Єліне, Клюси, Млинок, Ількуча, Лука, Муріха.
До війни велику частину міського населення Щорса становили євреї. На їх руках з'явились пов'язки. Якщо до слов'ян фашисти ставились як до рабів, то євреї за своєю національною ознакою просто знищувались. Так в листопаді 1941 р. були розстріляні всі чоловіки-євреї. В січні 1942 р. було повністю знищене все єврейське населення.
У важких умовах фашистського терору з листопада 1941-го по вересень 1942-го р. у місті діяла підпільна організація в кількості 47 чоловік, 20 з яких були жителями Щорса. З вини провокатора організація була викрита і майже всі учасники щорського підпілля були розстріляні 19 вересня 1942 р. в лісопарку.
В Єлінських лісах Щорського району з грудня 1941 р. по березень 1942 р базувався партизанський загін під командуванням О. Ф. Федорова, який після ряду бойових операцій перебазувався в Клетнянські ліси Брянщини і повернувся назад в березні 1943 року. Звідси основна частина з'єднання вирушила в рейд на Західну Україну, де продовжувала боротьбу до об'єднання з частинами Червоної Армії.
Довгоочікуване звільнення прийшло в наше місто 21 вересня 1943 р. Війська 55-ї стрілецької дивізії під командуванням М. Заілюєва, яка входила до складу 61 Армії Центрального фронту, звільнила м. Щорс від фашистських загарбників.
За звільнення району 11 бійцям та командирам присвоєно звання Героя Радянського Союзу (9 за звільнення с. Смяч), 9 уродженців району удостоєні цієї найвищої нагороди, 2 повних кавалери ордена Слави, 3 Героя Соціалістичної Праці.

### Після війни
З 1944 р. по 1946 р. в Чернігівській області працювала комісія по збиткам, які були нанесені за період окупації. В ході її роботи були встановлені такі факти: за період окупації в місті було знищено 5500 мирних жителів, 2600 — воювали на фронтах Великої Вітчизняної війни, з них 1163 — загинули, 1659 мешканців міста були вивезені на роботу до Німеччини. З 1941 по 1945 рік на фронтах Великої Вітчизняної війни брало участь 9959 жителів району. Бійцями народного ополчення стали 2612 чоловік, в тому числі 535 жінок, 130 наших земляків були направлені в винищувальні батальйони.
Саме місто за роки окупації було наполовину зруйноване: був знищений пасажирський вокзал, майже всі пристанційні споруди, водонапірні башти, електростанція, виведене з строю паровозне депо, зірваний міст через Снов, зруйновано багато інших споруд, знищена експозиція музею, спалено 265 жилих будинків та Миколаївську церкву. Загальна вартість нанесених збитків місту Щорс склала 15 млн рублів.
Не зважаючи на великі збитки завдані місту під час Великої Вітчизняної війни мирне життя поступово налагоджувалось. Були відновлені пошкоджені об'єкти, вводились в дію нові.
За роки семирічки (1957–1965 рр.) в Щорсі було збудовано: райпобуткомбінат, літній кінотеатр, з'явились перші двоповерхові будинки, в 1957 р. було відкрите нове приміщення залізничного вокзалу.
У 1959 р. до Сновського району приєднана частина ліквідованого Тупичівськського району.
05.02.1965 Указом Президії Верховної Ради Української РСР передано сільради: Бутівську та Конотопську Щорського району до складу Городнянського району; Брецьку Сосницького району і Олександрівську та Тютюнницьку Менського району до складу Щорського району.
Взагалі у місті в кінці 70-х та початку 80-х років діяло 19 промислових, будівельні та інші організації. Щорсівчан обслуговувало 16 магазинів та 5 підприємств громадського харчування.
Значно поповнялось новобудовами місто у 80-х роках, були збудовані перші п'ятиповерхові будинки, в 1985 році у міському сквері було відкрито пам'ятний знак загиблим під час Великої Вітчизняної війни, у 1987 р. відкрився новий торговий центр та найбільша новобудова міста — районний будинок культури. В 1994 р. відкрила двері нова районна поліклініка.

## Економіка
Напрямки спеціалізації району:
- у промисловості основні види промислової продукції, яка випускається підприємствами району: масло, хлібобулочні вироби, овочеві консерви, соки, спирт, крохмаль, м'які меблі;
- у сільському господарстві: зерно-льонарський з розвинутим тваринництвом.

## Населення
На 1 січня 2010 р. у Сновському районі, на території 1283 км², зареєстровано 24 сільські ради та 56 сільських населених пунктів, щільність населення на 1 км² — 20 осіб, кількість наявного населення — 25, 7 тис. осіб, міського — 11,4 тис., сільського — 14,3 тис. За статистичними даними на 01.01.2011 року в місті Сновськ проживає 11393 чол.

## Політика
25 травня 2014 року відбулися Президентські вибори України. У межах Щорського району були створені 33 виборчі дільниці. Явка на виборах складала — 61,51% (проголосували 12 478 із 20 287 виборців). Найбільшу кількість голосів отримав Петро Порошенко — 33,72% (4 208 виборців); Юлія Тимошенко — 22,97% (2 866 виборців), Олег Ляшко — 19,96% (2 490 виборців), Анатолій Гриценко — 6,03% (752 виборців), Сергій Тігіпко — 5,21% (650 виборців). Решта кандидатів набрали меншу кількість голосів. Кількість недійсних або зіпсованих бюлетенів — 1,30%.

## Відомі люди
У Сновську народився Щорс Микола (1895 р.-1919) — радянський військовий діяч періоду російсько-української війни 1917—1922 років, командир 1-ї Української дивізії. Серед визначних діячів науки, культури відомі імена Натана Григоровича Рахліна (1906–1979) — народного артиста СРСР, професора, лауреата Державної премії, головного диригента Державного симфонічного оркестру УРСР; письменників Івана Овсієнка, Олександра Смоляка, поетеси Антоніни Корінь, вчених Павла Бідулі — заслуженого діяча науки і техніки, ливарника; Бориса Коваленка — літературознавця, Якова Ждановича — вченого архівіста; Василя Полевика — заслуженого діяча культури, фольклориста, музиканта, керівника багатьох самодіяльних художніх колективів.
Російський письменник, лауреат Державної премії СРСР Рибаков (Аронов) Анатолій Наумович (1911–1998) з 1975 по 1977 рік працював над романом «Важкий пісок», у якому показав свою родовід і ті випробування, що пережили його рідні, близькі та знайомі в м. Щорс. За мотивами його роману в нашому місті знімався багатосерійний фільм.
Інші відомі постаті: Вакуловська Лідія Олександрівна (1926–1991) — письменниця, журналістка; Большаков Леонід Наумович (1924–2004) — прозаїк, літературознавець, професор, громадський діяч; Ващенко Василь Пилипович (1940 р.н.) — доктор технічних наук, професор, академік; Дроздов Олександр Олексійович (1952 р.н.) — внучатий племінник М. О. Щорса, виконавчий директор Президентського центру Б. М. Єльцина. Ужанков Олександр Миколайович (1955 р.н.) — професор, доктор філологічних наук, кандидат культурології; тощо.